# Julie d’Angennes

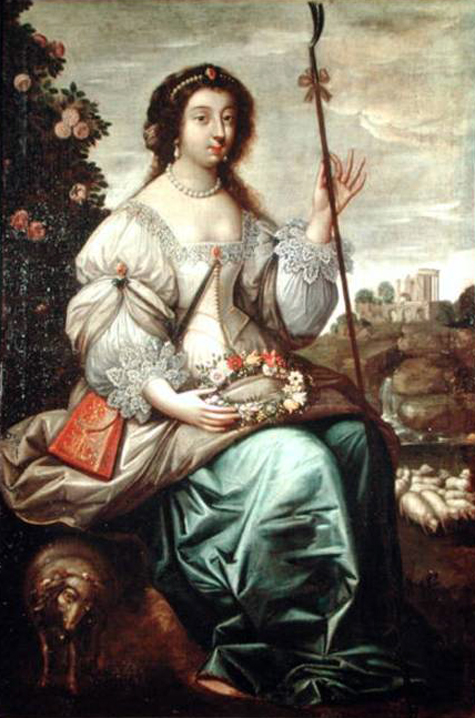
Julie d’Angennes in den 1630er Jahren, gemalt von Claude Deruet in der Verkleidung als L'Astrée aus Honoré d'Urfé's gleichnamigem Werk.

Julie-Lucine d’Angennes (geboren am 25. Juni 1606 oder im Jahr 1607 in Paris; gestorben ebenda am 15. November 1671) war eine französische Adelige und Salondame und durch Heirat Herzogin von Montausier.

## Leben
Sie war das älteste Kind von Charles d’Angennes (1577–1652), Markgraf von Rambouillet, und dessen Frau Catherine de Vivonne, Marquise de Rambouillet, die insgesamt sieben Kinder großzogen. Sie wuchs auf als Teil des Salons ihrer Mutter, in dem zahlreiche prominente Gäste verkehrten, und ging auf diese Weise auch als deren Muse (Prinzessin Julie) in die zeitgenössische Literatur ein. Madeleine de Scudéry erdichtete etwa die Figur der Philonide in ihrem Artamène ou le Grand Cyrus nach Julies Vorbild.
„Sie hat nichts veröffentlicht, beschäftigte sich nicht einmal mit Politik, hatte nie einen Geliebten, erhielt erst spät hohe Aufgaben am Hofe, mischte sich in keine aufsehenerregenden Affären und ist doch eine Heldin der Literaturgeschichte.“ Julie soll nicht schön, aber anmutig gewesen sein, gebildet und mit vornehmen Manieren.
Charles de Sainte-Maure (1610–1690) geriet in ihren Bann, warb mit einer Sammlung von Madrigalen, „Julies Girlande“ (Guirlande de Julie, begonnen 1638, erschienen 1641) um sie und konvertierte unter ihrem Einfluss von der hugenottischen zur katholischen Konfession. 1645 erhörte sie seinen Wunsch und nahm ihn zum Mann. Ihr Fortzug verminderte auch den Glanz des mütterlichen Salons de Rambouillet. Aus der Ehe ging eine Tochter hervor: Marie-Julie de Sainte-Maure (1646–1695), verheiratet 1664 mit Emmanuel II, 5. Herzog von Uzès.
Das Ehepaar Montausier erlangte herzogliche Würden und wurde mit der Erziehung der Kinder des Königshauses beauftragt: von 1661 bis 1664 war Julie de Montausier die Gouvernante des Dauphin. Als sie 1664 dafür sorgte, dass ihr Mann mit dem Dauphin betraut wurde, kam es zu einer kleinen Affäre, als der Königin in einem anonymen Brief zugespielt wurde, dass Mme de Montausier die Affäre zwischen Ludwig XIV. und Madame de Montespan decke, was Montausier glaubhaft zurückwies. Im selben Jahr war Julie als Première dame d’honneur in den Dienst von Königin Maria Teresa übergetreten, bis sie sich um 1669 ins Privatleben auf dem Lande zurückzog. Erst anlässlich ihres Todes 1671 wurde dieser Hoftitel an eine Nachfolgerin übergeben.